# Euphonia pectoralis
El fruterito alcalde, tieté o tangará alcalde (Euphonia pectoralis) es una especie de ave de la familia Fringillidae, anteriormente clasificada como Thraupidae, que se encuentra en Argentina, Brasil y Paraguay.

## Hábitat
Vive en el dosel, en interior y los bordes del bosque, preferentemente a menos de 500  m de altitud, pero incluso hasta los 1.500 m s. n. m.

## Descripción
Mide 11,5 cm de longitud y pesa cerca de 16,5 g. Presenta dimorfismo sexual. El macho tiene las partes superiores, la garganta y el pecho color azul metálico, en contraste contrastando con el vientre color castaño y los hombros amarillos. La hembra es olivácea en las partes superiores y grisácea en las inferiores, con corona azulada.
Su canto es un gorjear un poco ronco y su llamado es un fuerte y metálico schri-schri-schri.

## Alimentación
Se alimenta de frutas e insectos.

## Reproducción
Llega a la madurez sexual a los 12 meses. Construye un nido de forma esférica, con entrada lateral, en lugares abrigados en medio del penacho de hojas de palma o de una bromeliácea. La hembra pone de 2 a 5 huevos y los polluelos nacen después de 15 días de incubación.